# Ренала Хурд
Ренала Кхурд (панджабі, урду رِينالہ خُورد) — місто в окрузі Окара на північному сході провінції Пенджаб, Пакистан. Адміністративний центр техсілю Ренала Кхурд, згідно адміністративного розподілу округу.
Місто розташоване приблизно за 116 кілометрів (72 милі) від Лахора і за 18 кілометрів (11 миль) від  міста Окара. Розташоване на південний захід від Лахору на національній автомагістралі (Великий колісний шлях) і на головній залізничній лінії Лахор-Карачі. Місто відоме своїми садами, лісами та фруктовими фермами.

## Походження назви
Хоча Кхурд це перське слово, що означає «маленький», буквальне значення Ренала — «Мати лісів».

## Демографія
У радіусі 7 км тут проживає понад 100 000 жителів. Населення Ренала Кхурд на 99 % складається з мусульман. Суніти становлять більшість, а шиїти меншість; є також невеликі групи християн. Завдяки своєму стратегічному розташуванню на Індійському субконтиненті, багато мігрантів приїхали в цей регіон і оселилися на його родючих землях. Жителі Ренала Кхурд це нащадки іранців, турків, афганців і арабів, які прибули сюди індивідуально або групами.

## Університет Окара
Університет Окара, раніше відомий як кампус Університету освіти Окара, розташований за 1 км на захід від міста. Він був відкритий у 2005 році тодішнім прем'єр-міністром Шаукатом Азізом.

## Відомі мешканці
- Мухаммад Сарвар (нар. 1975), хокей.
- Ліакат Алі (нар. 1983), спортсмен.
- Різван Хайдер (нар. 1985), гравець у крикет.
- Абдур Рауф (нар. 1978), гравець у крикет.